# Infinitiv
Infinitiv (lat. infinitivus modus 'ubestemt måde'), også kaldet navnemåde eller "at-form", er en bøjningsform af verberne.
Infinitiv kan fungere som et substantiveret verbum. Det kan stå som subjekt og objekt for andre verber (at slås er forkert, jeg ønsker at blive rig), og det kan på dansk (men ikke f.eks. engelsk og latin) styres af præpositioner (han er forhippet på at rejse af sted).
På dansk bliver infinitiv normalt udstyret med småordet at, undtagen efter de såkaldte modalverber (ville, kunne, skulle, burde, måtte). Der er historisk tale om præpositionen ad. Engelsk og tysk bruger på samme måde præpositionen to / zu foran infinitiv, og de romanske sprog bruger bl.a. præpositionen de.
Infinitiv er et latinsk ord.
På dansk og mange andre sprog optræder konstruktionen akkusativ med infinitiv. Den substantiverede brug modsvares på latin til dels af gerundium og supinum. På engelsk kan en infinitiv (fx at spise) modsvares af en ing-form (fx eating) (gerundium, the gerund): Eating is fun = At spise er sjovt. En substantivisk ing-form (gerund) er en gerundium, og en adjektivisk ing-form (gerund) er en gerundiv (fx the eating man, den spisende mand / manden der spiser).
Infinitiv er et af verbets infinitte former. Det vil sige verbalformer, der ikke kan stå som udsagnsled (verballed) i en sætning. 'Komme' og 'kommet' er infinitte, for de kan ikke stå som udsagnsled. Derimod er "kommer', 'kom', 'er' og 'var' finitte verbalformer, idet de kan stå som udsagnsled: Jeg kommer. Han kom. Jeg er kommet, efter at han var gået. - Når man taler om sammensat udsagnsled (komposit verballed), fx var gået, består det af en finit verbalform (var) og en infinit verbalform (gået).